# 塞弗林·納利維伊科
塞弗林（塞梅里）·納利維伊科 (Severyn ( Semeriy ) Nalyvaiko，在較早的史學著述裡也稱之為Semen Nalewajko ，1597年4月21日逝）是乌克兰哥萨克的一個領導者，在烏克蘭民間傳說裡是被塑造成英雄形象。他曾發起納利維伊科起義但是最終失敗，為此他在华沙遭受到酷刑並被處決。十二月党詩人孔德拉季·雷列耶夫曾寫過一首關於他的詩作。

## 生平
納利維伊科出生在距捷尔诺波尔不遠，胡夏廷镇一個皮草商家庭。在他父亲被大貴族卡林諾夫斯基的僕從殺害後，他和母親一起搬到了奧斯特羅赫，他哥哥在那裡的神學院學習。之後他是和康斯坦丁·瓦西爾·奧斯特羅斯王公手下的註冊哥薩克一同，在立陶宛大公国軍隊中服役。 1593年，他在科辛斯基起義時，曾與克日什托夫·科辛斯基率領的扎波罗热哥萨克人部隊相爭戰。1594年他離開軍役，並於布拉茨拉夫附近組織起一支非在冊的哥薩克準軍事部隊，襲擊起摩尔达维亚和匈牙利的幾個市鎮。次年，許多逃亡的烏克蘭農民也加入了納利維伊科的哥薩克，他們還佔領了卢茨克鎮，他的手下在那裡是有屠杀波兰贵族、天主教神職人員及當地希腊天主教徒。納利維伊科的哥薩克還經從沃里尼亞踏入過白俄罗斯，曾在那掠奪了莫吉廖夫。

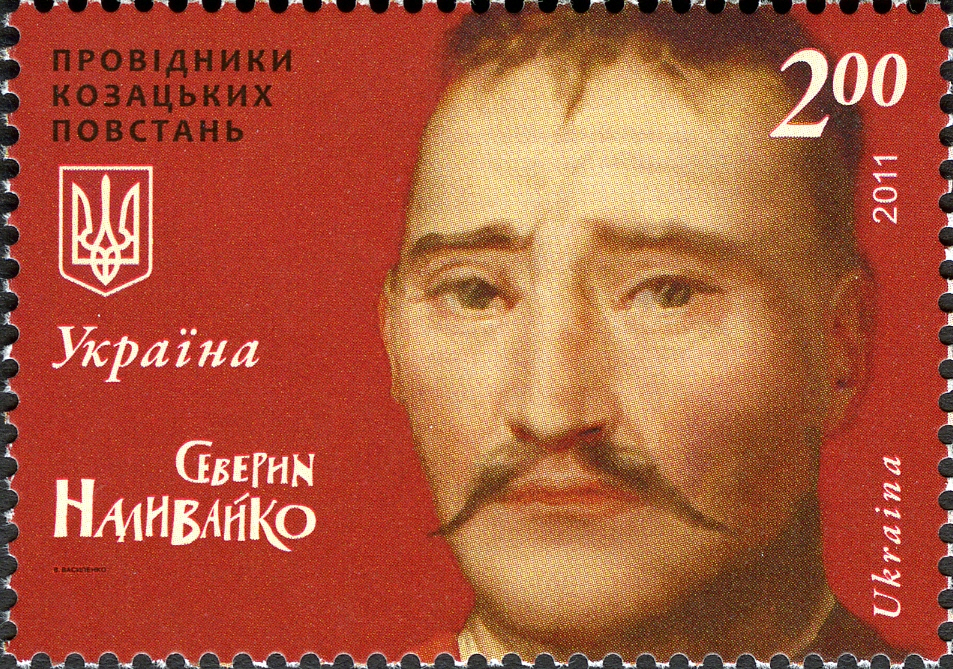
2011年烏克蘭郵票上的塞弗林·納利維伊科。

塞弗林·納利維伊科最終向波蘭國王西吉斯蒙德三世提出和解，附帶條件是波蘭需要將南布格河與布拉茨拉夫以南德涅斯特河之間的土地割予哥薩克，以换取他們向波兰立陶宛联邦效忠並服軍役。國王在拒绝了這些條件後，由摩尔达维亚召回斯坦尼斯瓦夫·若乌凯夫斯基去平定納利維伊科的起事，納利維伊科他的起事於1596年是席捲了乌克兰和白俄罗斯（時稱之鲁塞尼亚）大部分的波蘭王國王冠領地。
納利維伊科曾與哥薩克蓋特曼格里高利·洛博達（Hryhory Loboda，波兰语：Hryhor Łoboda）的部隊會合，但隨後被迫撤往乌克兰左岸。 到了1596年5月，哥薩克營帳在盧布尼市鎮附近被波蘭軍隊所包圍，哥薩克人經過兩個星期的戰鬥後，是消耗了所有食物和水的補給。于是他们將納利維伊科交了出去給波蘭人，以換取他們自己的性命。在投降後，波蘭和哥薩克軍隊間無計划地發生起衝突，最後變成了對不想投降的那些人的屠殺。隨後納利維伊科被關在籠子裡，被带去华沙公開示眾。當代有故事傳言，他最後是被戴上白熱鐵冠而死或被在銅鼎中活活煮死，但這些都沒有事實性證據可以佐證。